# Jorma Halonen
Jorma Antero Halonen, född 1948, var 2005-2008 vice koncernchef för AB Volvo. Han gick i pension 1 april 2008.
Halonen var tidigare VD för Volvo Lastvagnar och hade dessförinnan en karriär bakom sig på bland annat svenska lastvagnstillverkaren Scania samt den holländska elektronikkoncernen Philips.